# Johann Staden
Johann Staden (Nürnberg, kršten 2. srpnja 1681. – Nürnberg, 15. studenog 1655.), njemački barokni skladatelj i orguljaš, najpoznatiji po osnivanju tzv. Nürnberške škole.

## Životopis
Sin Hansa Stadena i Elisabeth Löbelle, točan datum njegova rođenja je nepoznat. Vjeruje se da se rodio u Nürnbergu 1581. (datum na jedinom očuvanom portretu), a dokumenti pokazuju da je određeni Johannes Starnn kršten u srpnju iste godine. S 18 godina, Staden je već bio poznat i radio je kao orguljaš u jednoj od gradskih crkvi. Do 1604., bio je zaposlen kao dvorski orguljaš u Bayreuthu. Iste godine se oženio. Godinu dana kasnije, dvor se premjestio u Kulmbach gdje ostaje do 1610., objavljujući dvije kolekcije sekularnih pjesama, Neue teutsche Lieder (1606.) i Neue teutsche geistliche Gesäng (1609.).
U lipnju 1612., napustio je Nürnberg kako bi zamijenio Hansa Lea Hasslera kao dvorski orguljaš u Dresdenu. 1616., postao je orguljaš u Nürnberškom Spitalkirche, a kasnije te godine seli se u Lorenzkirche, nasljeđujući Kaspara Hasslera. Naposljetku, 1618. prihvaća jednu od najprestižnijih glazbenih pozicija u Nürnbergu: orguljaš crkve Sebalduskirche. Na tom položaju ostao je do svoje smrti (1634.).

## Djela
Većina Stadenovih djela očuvana je u tiskanim kolekcijama. Njegova prva objavljena djela bila su sekularne pjesme, Neue teutsche Lieder (1606.), Neue teutsche Lieder (1609.) i Venus Kräntzlein (1610.). Te pjesme su sadržavale jednostavan ritam i skladnost. Isto se može reći i za njegove sakralne pjesme koje je također objavljivao u nekoliko kolekcija. Najznačajnije djelo koje je skladao je Harmoniae sacrae (1616.), koje sadrži neke religiozne kompozicije i predstavlja koncept basso continuo, te nezavisne instrumentalne pratnje i solističkog koncerta Nürnberškoj tradiciji. Stadenova instrumentalna glazba sadrži oko 200 skladbi, uključujući i neke od prvih njemačkih instrumentalnih sonata.

## Utjecaj
Staden je vrlo cijenjen i kao učitelj; njegov doprinos bio je ključan u oblikovanju Nürnberške tradicije i njegovog najvažnijeg učenika, Johanna Erasmusa Kindermanna, koji je prenio tradiciju kroz Georga Caspara Weckera i Heinricha Schwemmera na Johanna Kriegera i, naposljetku, na Johanna Pachelbela koji je učio od Wreckera i Schwemmera. Drugi Stadenovi učenici uključuju i njegova tri sina (Johann, Adam i Sigmund Theophil), te razne manje Nürnberške skladatelje. Osim osnivanja tzv. Nürnberške škole kroz rad s mladim glazbenicima, Stadenove aktivnosti u Nürnbergu tijekom 1620-ih i 1630-ih, uključivale su i evaluiranje nove glazbe posvećene gradu (uključujući i Samuel Scheidtov Geistliche Concerten iz 1634.).

## Vanjske poveznice
- (njem.) Djela Johanna Stadena u katalogu Njemačke nacionalne knjižnice
- (engl.) Kompozicije Johanna Stadena na International Music Score Library Project
- (engl.) Kompozicije Johanna Stadena  Arhivirana inačica izvorne stranice od 13. veljače 2009. (Wayback Machine) u Choral Public Domain Library (ChoralWiki)